# گیل شروود

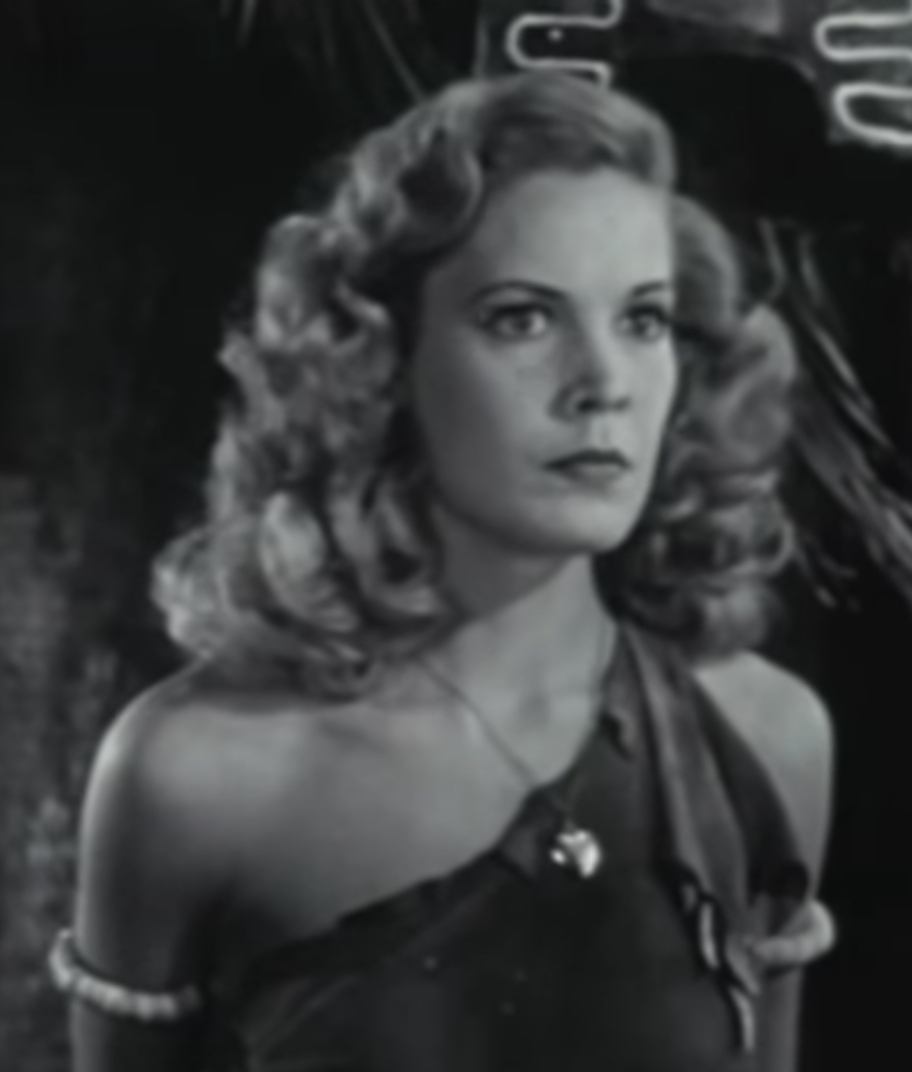

گیل شروود (متولد ژاکلین نش؛ ۴ مارس ۱۹۲۹ – ۳۱ دسامبر ۲۰۱۷) خواننده و بازیگر کانادایی بود. او بیشتر به عنوان همخوان نلسون ادی از سال ۱۹۵۳ تا زمان مرگ او در سال ۱۹۶۷ شناخته می‌شد. شروود در همیلتون، انتاریو به دنیا آمد و در سال ۱۹۴۵ از مدرسه Mar-Ken فارغ‌التحصیل شد. مادرش زمانی که شروود ۱۸ ماهه بود آموزش موسیقی او را آغاز کرد. او در سن ۳ و نیم سالگی به جوانترین کسی تبدیل شد که در شرکت پخش کانادایی آواز خواند. در ۵ سالگی او شروع به خواندن در رادیو کانادا کرد، سه سال قبل از اینکه خانواده اش به کالیفرنیا نقل مکان کنند. وقتی شروود ۹ ساله بود، ساموئل گلدوین با او قرارداد فیلمی امضا کرد.
نقش‌های سینمایی و تلویزیونی او شامل نقش‌های نوجوانی به عنوان بتی در آنها باید موسیقی داشته باشند (۱۹۳۹) و خواننده دبیرستانی در بیایید موسیقی بسازیم (۱۹۴۱) بود. در بزرگسالی، او در نقش میلا در فیلم وحشی بلوند (۱۹۴۷)، الن فورستر در راکی (فیلم ۱۹۴۸)، سوفیا در آهنگ قلب من (۱۹۴۸)، ایوان در ماریتا شیطان (تلویزیون ۱۹۵۵)، مورگان لی فی در یانکی کنتیکت و مارگو، در مقابل ادی، در آهنگ صحرا (تلویزیون ۱۹۵۵) ظاهر شد. (تلویزیون 1955)